# Pteridrys microthecia
Pteridrys microthecia är en ormbunkeart som först beskrevs av Fée, och fick sitt nu gällande namn av Carl Frederik Albert Christensen och Ren-Chang Ching. Pteridrys microthecia ingår i släktet Pteridrys och familjen Tectariaceae. Inga underarter finns listade.